# 番場嘉一郎
番場 嘉一郎（ばんば かいちろう、1909年（明治42年）10月28日 - 1989年（平成元年）5月30日）は、日本の会計学者。一橋大学名誉教授、千葉商科大学名誉教授。元青山学院大学教授。第4代千葉商科大学学長（1975年4月 - 1987年3月）。太田哲三門下。中村忠（一橋大学名誉教授）、山浦久司（第29代会計検査院長）は門下生。従三位。

## 来歴
1909年10月28日、東京都渋谷区初台に生まれる。生涯にわたりこの地で暮らした。
東京府立第一商業学校、東京商科大学（現在の一橋大学）附属商学専門部を経て、1931年4月、同大学本科に入学｡ 太田哲三のゼミナールに所属し、1934年3月に卒業する。卒業論文は『経営分析研究』。
卒業後ダイヤモンド社の記者を経て、東京商科大学の教授となる。戦後、巣鴨高等商業学校（現在の千葉商科大学）・横浜市立経済専門学校（現在の横浜市立大学）一橋大学助教授を経て、1955年から一橋大学教授（1973年（昭和48年）まで）となる。1964年一橋大学商学部長。1971年日本学術会議会員。一橋大学を定年退官後は青山学院大学教授を経て、千葉商科大学の学長を務める。
1989年5月30日、渋谷区の日本赤十字社医療センターで肝性脳症のため死去。享年79歳。叙従三位。

## 人物
- 黒澤清と共に企業会計審議会で企業会計原則や原価計算基準などの制定に携わる。また、企業会計審議会の部会長・会長を歴任する。
- 専門は原価計算・管理会計であったが、財務会計・税務会計・監査など会計学全般に守備範囲を持つ学者であった。
- 門下生の1人、中村忠 (会計学者)は自身の著書『会計学こぼれ話』の中でこう述べている。
「先生の研究態度は厳正の一言に尽きる。万巻の書物を読み漁り、和書・洋書を問わず買い集めた。そのためにどんなに時間や費用がかかろうと、人に迷惑がかかろうと構わない。」と。
- また、番場の弟弟子でもある、新井益太郎教授は自身の著書『私の知る会計学者群像』の中でこう述べている。
「万巻の著作を丹念に読み、何時間も、何日も掛けて考える。自分で納得しなければ一行も一字も書かない。二百字詰め原稿用紙一枚を埋めるのにどれ程の時間をかけるか想像もつかない。（中略）。『棚卸資産会計』（博士の学位論文）を書くのにどれ程の時間をかけたか、国元書房専務の国元 誠さんが殆ど日参されていたが、難しい箇所になると「今日は二枚」、「今日は一枚」というようにして原稿を貰って帰ったのが何回もあった。」と。
- 更に門下生の1人、桝岡源一郎教授はこう述べている（千葉商大新聞：1989年6月号より）。
「（番場嘉一郎）博士は初めてお会いした頃から、ものすごく怖い先生でした。マスター（青山学院大学の修士課程）の時など勉強してこないとボロクソに怒られ、何度も初台の自宅から泣きながら帰ったことを覚えています。」と。
- 学位論文でもある『棚卸資産会計』（1963年（昭和38年）、国元書房）は1,236ページにも及ぶ大著で、これを超える書物は現れないであろうと言われている。
- 学位論文を完成した直後から、新井清光教授の勧めでゴルフに没頭するようになる。そのチーム名は、ゴルフのバンカーと番場の名前の「番」「嘉」「一」の字の組み合わせをもじって「バンカークラブ」と呼ばれた（新井清光著『会計諸基準側面誌』より）。

## 弟子
- 中村忠（一橋大学名誉教授）
- 山浦久司（明治大学名誉教授、元会計検査院長）[5]
- 三澤一（元成蹊大学教授）[6]
- 中川美佐子（元関東学院大学教授）
- 川口順一（専修大学名誉教授）
- 河野正男（元横浜国立大学教授）
- 森薗英輔（元宮崎公立大学教授）
- 桝岡源一郎（千葉商科大学名誉教授）
- 佐藤宗弥（元横浜市立大学教授）[7]
- 佐藤倫正（名古屋大学名誉教授）、元愛知学院大学教授
- 松吉定男（元山口大学教授）[8]
- 高田清朗（元東京都立大学 (1949-2011)教授）[9]等がいる。

## 著作

### 著書

#### 単著
- 『アメリカの株式制度』産業経理協会〈産業経理叢書 4号〉、1948年1月。
- 『会計組織の立案』産業経理協会〈経理実務叢書 8〉、1948年8月。
- 『株式制度論』同文館〈経営学研究選書 6〉、1949年4月。
- 『原価計算論』中央経済社、1963年11月。
- 『棚卸資産会計』国元書房、1963年7月。
- 『原価計算の手ほどき』日本経済新聞社〈日経文庫 96〉、1967年10月。
- 『原価管理会計』中央経済社、1968年6月。
- 『新講原価計算』中央経済社〈専門基礎講座〉、1970年10月。
- 『新講工業簿記精説』中央経済社〈専門基礎講座〉、1971年1月。
- 『棚卸資産経理の知識』日本経済新聞社〈日経文庫 198〉、1972年12月。
- 『簿記読本』東洋経済新報社、1974年11月。
- 『連結財務諸表原則詳解』大蔵財務協会、1975年12月。
- 『新会計原則講話』中央経済社、1975年4月。
- 『詳説企業会計原則』森山書店、1975年4月。
  - 『詳説企業会計原則』（全訂版）森山書店、1986年10月。ISBN 9784839416591。
- 『詳説工業会計』税務経理協会、1976年12月。
- 『企業会計の変化と拡大』中央経済社、1979年12月。

#### 編集
- 『管理会計入門』大蔵出版、1954年11月。
- 『例解商業会計』大蔵出版株式会社〈簿記会計シリーズ〉、1955年5月。
- 『税務会計』日本経済新聞社、1961年2月。

#### 共著
- 沼田嘉穂、井上達雄、番場嘉一郎『利潤統制と原価計算』ダイヤモンド社、1940年9月。
- 岩田巌、番場嘉一郎 著、産業経理協会 編『日米会計術語要覧』産業図書、1947年3月。
- 岩田巌、番場嘉一郎 著、産業経理協会 編『日米会計術語要覧』国元書房、1947年6月。
- 井上達雄、番場嘉一郎、松本雅男『例解原価計算精義』白桃書房、1951年1月。
- 『最新簿記精義』大蔵出版、1953年5月。
- 『管理のための原価計算』白桃書房、1953年10月。
- 番場嘉一郎、青木茂男『原価計算』中央経済社〈会計士二次試験総合講座 第3巻〉、1962年2月。
- 番場嘉一郎、篠原三代平『法人税に関する最近の考え方・重化学工業化の再評価 新産業構造観を提出する』黎明会〈黎明叢書 第23号〉、1967年5月。
- 番場嘉一郎、武田昌輔『会社税務提要』第一法規出版、1968年10月。
- 番場嘉一郎、日下部与市『問答式 企業会計原則修正案の解説』中央経済社、1970年8月。
- 番場嘉一郎、溝口一雄『原価計算』中央経済社〈最新公認会計士二次試験講座 3〉、1970年1月。
- 番場嘉一郎、江村稔、居林次雄『新しい決算と監査』東洋経済新報社、1975年8月。
- 番場嘉一郎、日下部与市『問答式 新企業会計原則の解説』中央経済社、1975年2月。
- 『連結財務諸表 原則と手続』財経詳報社、1976年1月。
- 番場嘉一郎、稲垣富士男『問答式 連結財務諸表原則の解説』中央経済社、1976年6月。
- 番場嘉一郎、会田義雄、白鳥庄之助『連結財務諸表 理論・実務・演習』東洋経済新報社、1977年4月。
- 『中間財務諸表の作成と監査』財経詳報社、1977年9月。
- 番場嘉一郎、新井清光『公益法人会計』中央経済社、1986年10月。ISBN 9784481064744。

#### 共編
- 古川, 栄一、山城, 章、番場, 嘉一郎共編 編『会社財務ハンドブック』同文館、1954年10月。
- 番場嘉一郎・井上達雄共 編『検定簿記講義』中央経済社、1957年5月。

#### 共訳
- 欧州経済協力機構 編、番場嘉一郎・米沢甚二 訳『管理原価会計 原価会計と生産性』白桃書房、1955年5月。

#### 監修
- 『株式会社会計』古川栄一・番場嘉一郎監修、大蔵出版、1954年10月。
- 『販売会計』古川栄一・番場嘉一郎監修、大蔵出版〈税理会計講座 12〉、1954年6月。
- 『現代会計理論のエッセンス 企業会計における17研究領域の展望』番場嘉一郎監修、ぺりかん社〈ぺりかん・エッセンス・シリーズ 5〉、1969年。
- 『会計学大辞典』太田哲三・佐藤孝一・番場嘉一郎監修、中央経済社、1971年1月。
  - 『会計学大辞典』太田哲三・佐藤孝一・番場嘉一郎監修（新版）、中央経済社、1979年4月。
  - 『会計学大辞典』太田哲三・佐藤孝一・番場嘉一郎監修（第3版）、中央経済社、1982年10月。ISBN 9784481103269。
  - 『会計学大辞典』太田哲三・佐藤孝一・番場嘉一郎監修（第3版増補版）、中央経済社、1993年3月。ISBN 9784502126468。
- 嶌村剛雄『新企業会計原則の解説』番場嘉一郎監修、全経出版会、1974年。
- デービッド・B.ゼーノフ、ジャック・ヅウィック 著、森薗英輔 訳『国際財務管理 理論と事例研究』番場嘉一郎監訳、ぺりかん社、1978年4月。

#### 記念論文集
- 番場嘉一郎博士還暦論文集編集委員会 編『現代会計学の基本課題』中央経済社、1972年10月。
- 番場嘉一郎博士古稀記念論文集刊行会 編『企業会計の変化と拡大』中央経済社、1979年10月。
- 千葉商科大学国府台学会 編『番場嘉一郎先生退職記念論文集』千葉商科大学国府台学会、1987年12月。

### 論文
- 「木村重義著『工業会計』」『一橋論叢』第12巻第3号、岩波書店、1943年9月10日、313-318頁、NAID 110007636079。
- 「原価計算形態について」『一橋論叢』第19巻第5・6号、日本評論社、1948年8月1日、171-191頁、NAID 110007636200。
- 「古川栄一著『経営比較論』」『一橋論叢』第23巻第1号、日本評論社、1950年1月1日、73-80頁、NAID 110007636268。
- 「クウエイサイ・リオーガナイゼイションと剰余金」『一橋論叢』第27巻第1号、日本評論社、1952年1月1日、63-73頁、NAID 110007636415。
- 「プラーンコステンレヒヌングとコステンプラーヌング」『一橋論叢』第30巻第4号、日本評論新社、1953年10月1日、351-372頁、NAID 110007636529。
- 「利子の原価性と原価計算」『一橋論叢』第34巻第5号、日本評論新社、1955年10月1日、682-697頁、NAID 110007636729。
- 「企業会計と税法との交渉」『一橋論叢』第36巻第3号、日本評論新社、1956年9月1日、193-212頁、NAID 110007636806。
- 「渡辺進著『棚卸資産会計』」『一橋論叢』第42巻第1号、日本評論新社、1959年7月1日、48-57頁、NAID 110007637107。
- 「企業会計の理論構造について」『一橋論叢』第60巻第4号、日本評論社、1968年10月1日、17-26頁、NAID 110007638184。

#### 博士論文
- 「棚卸資産会計論 : 棚卸資産会計における諸概念および諸原則の研究」一橋大学 博士論文報告番号不明、1962年1月22日、NAID 500000315904。